# Belén de Andamarca (gemeente)
Belén de Andamarca is een gemeente (municipio) in de Boliviaanse provincie Sud Carangas in het departement Oruro. De gemeente telt 2265 inwoners (2010). De hoofdplaats is Belén de Andamarca.